# 克萊諾維
48°7′8″N 39°27′23″E / 48.11889°N 39.45639°E

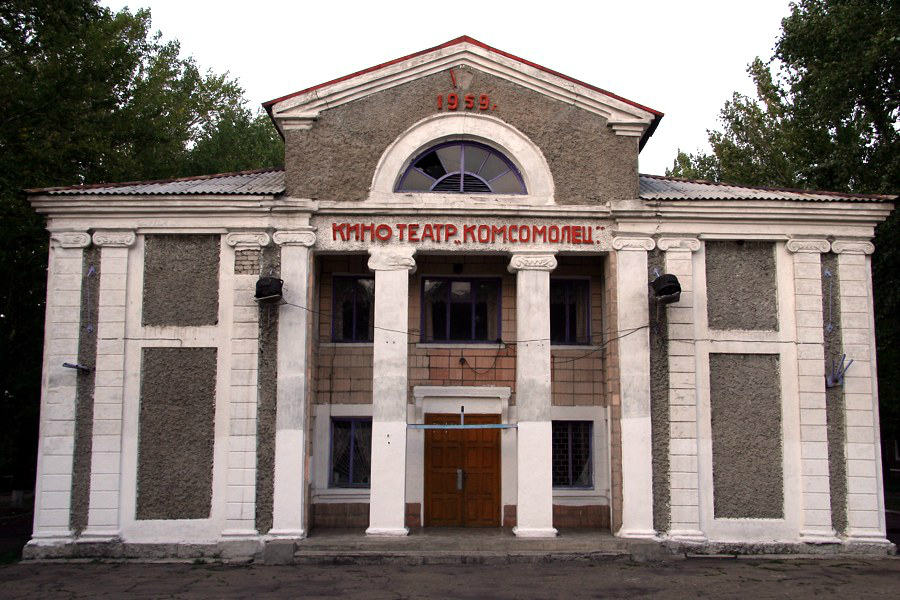
电影院

克萊諾維（烏克蘭語：Кленовий）是位於烏克蘭東部的市級鎮，由盧甘斯克州多夫然斯克區的多夫然斯克市鎮負責管轄。該鎮面積2.64平方公里，海拔高度288米，85%居民使用俄語，2011年人口2,142，人口密度每平方公里811.36人。